# Irischsprachige Literatur
Die irischsprachige Literatur ist der Teil der irischen Literatur, der in irischer Sprache verfasst wurde. Ihre Entstehungszeit reicht vom Frühmittelalter bis heute.

## Altirisch
Als die ersten erhaltenen schriftlichen Aufzeichnungen auf Irisch müssen die Ogam-Inschriften gelten, die als Literatur jedoch schwerlich zu bezeichnen sind. Die auf den Steinen erhaltenen Texte bestehen lediglich aus Personennamen im Genitiv
(Stein/Feld?/Besitz? von …), die gelegentlich um knappe Angaben ergänzt sind.
Ab dem 7. Jahrhundert gibt es die ersten Quellen in lateinischer Schrift. Vor allem sind die Glossen zu nennen, meist kurze, zum Teil längere irischsprachige Kommentare zu lateinischen Haupttexten in Handschriften. Diese werden heute vor allem in St. Gallen, Würzburg und Mailand aufbewahrt und sind sprachhistorisch sehr wichtig. Daneben sind ab dieser Zeit auch literarische Denkmäler erhalten, zunächst in der Form von Gedichten. Eine gewisse Bekanntheit hat das wohl in Süddeutschland entstandene Gedicht Messe ocus Pangúr Bán („Ich und der weiße Pangúr“) erlangt, in dem ein irischer Wandermönch die Zweisamkeit der Klosterzelle mit seinem weißen Kater besingt. Es ist in einem Schulheft erhalten geblieben. Glossen und einige Gedichte sind die einzigen erhalten gebliebenen direkten Quellen der altirischen Periode (Sean-Ghaeilge, Old Irish, etwa 600–900).

## Mittelirisch
In den folgenden Jahrhunderten (Mittelirisch, Meán-Ghaeilge, Middle Irish, etwa 900–1200) erfuhr die irische Literatur jedoch einen enormen Aufschwung. Sie bildet den umfangreichsten erhaltenen mittelalterlichen Textkorpus in Westeuropa. Vor allem in den Klöstern wurden neue Werke geschaffen. Daneben wurden aber auch ältere Texte akribisch kopiert, neu kompiliert und dabei häufig sprachlich und/oder inhaltlich modernisiert bzw. vermeintlich korrigiert. (Die Sprache hatte sich weiterentwickelt, und ältere Schreibungen oder auch Flexionsendungen wurden häufig als falsch oder veraltet angesehen).
Entstanden sind in dieser Zeit unter anderem viele mit Lyrikteilen durchmischte Prosaerzählungen, derer die Táin Bó Cuailgne (Der Rinderraub von Cuailgne/Cooley) wohl die bekannteste und bedeutendste ist. Viele der Sagen um den Helden Cú Chulainn bilden bis heute einen Grundstock der irischen Mythologie und Folklore. Die Táin bildet den zentralen Bestandteil des Ulster-Zyklus, eines der vier Erzählungszyklen, in die die mittelirischen Sagen von der heutigen Wissenschaft eingeteilt werden. Neben diesem Zyklus sind der Mythologische Zyklus, der spätere Finn-Zyklus und der Historische Zyklus bedeutend.
Auch Lyrik, Genealogien, medizinische Abhandlungen, Orts- und Personenlegenden entstanden. Erwähnenswert ist auch der umfangreiche Korpus von Rechtstexten (teils auf Irisch, teils Latein). Letzterer ist vor allem für die Rekonstruktion des Altirischen Bedeutung, da die Texte oft auf ältere zurückgriffen und die Kopisten beim Abschreiben eines alten Rechtstextes offenbar zögerlicher Änderungen vornahmen als bei anderen Texten.

## Frühneuirisch / Klassisches Irisch
In den Jahrhunderten nach der normannischen Eroberung 1169 (Frühneuirisch, Nua-Ghaeilge Chlasaiceach, Early Modern Irish, etwa 1200–1600) ging die literarische und Kopiertätigkeit allmählich von den Klöstern auf eine Anzahl privater, wohlhabender Familien über. Die Art der entstandenen Texte entspricht im Großen und Ganzen jedoch der der vorangegangenen Sprachstufe. Es entstand eine Vielzahl neuer Werke, als mehr oder minder neue Gattung vor allem Elogen und Elegien, die meist im Auftrag lokaler Herrscher verfasst wurden. Doch es wurde weiterhin auch sehr umfänglich kopiert.
Hervorzuheben ist der am Ausklang der klassischen Periode lebende Seathrún Céitinn (Geoffrey Keating), dessen Sprache und Stil prägend bis zur Wiederbelebung des Irischen als Literatursprache blieb, insbes. dessen historisches Werk Fios Feasa ar Éirinn.

## Neuirisch
1600 gilt als Beginn der neuirischen Periode (Nua-Ghaeilge, Modern Irish). 1607 werden die Reste des einheimischen Adels vertrieben. Die für die Literatur schwerwiegendste Folge besteht darin, dass damit das bisherige institutionalisierte System von Auftrag- und Arbeitgebern oder Mäzenen einerseits und Dichtern und Kopisten andererseits verschwand und etliche Dichter arbeitslos wurden, als Barden auf Wanderschaft gingen und sich verdingen mussten. Bis zum Ende des 19. Jahrhunderts kam die irische Literatur langsam, aber sicher zum Erliegen. Zwar wurden in begrenztem Maße noch ältere Handschriften kopiert und neu zusammengestellt, doch wurde wenig gedichtet. Erwähnenswert sind die romantische Aisling-Lyrik („Vision“), in der die Wiederkehr einer alten Zeit beschworen wurde, sowie einige Einzelwerke wie das Trauergedicht Caoineadh Airt Uí Laoghaire (Die Klage um Art Ó Laohaire) und das längere Gedicht Cúirt an Mheán Oíche (Das Mitternachtsgericht).

## Wiederbelebung
Ende des 19. Jahrhunderts kam es zu einer Renaissance des Irischen. In dieser Bewegung war zwar letztlich nur ein kleiner Teil der Bevölkerung engagiert (längst nicht nur Katholiken!), doch erfasste er beinahe alle Bereiche des öffentlichen Lebens, selbst den Sport. Von diesem Aufschwung profitiert bis heute auch die Literatur.
Im Jahre 1900 erschienen die ersten beiden irischen Romane, 1904 der erste Roman von nachhaltiger Bedeutung: Séadna von Pater Peadar Ua Laoghaire. In der Folgezeit entstand eine recht hohe Zahl von Erzählungs- und Lyrikbänden sowie Romanen und auch Theaterstücken. Bis zum Zweiten Weltkrieg, mit Abstrichen bis in die 1960er Jahre hinein, wurden verschiedene literarische Konventionen ausgetestet, was seit den 1970er Jahren in einer recht regen und lebendigen Literaturszene äußert. Als bedeutendstes Buch in irischer Sprache gilt noch immer Cré na Cille (Friedhofserde, 1949) von Máirtín Ó Cadhain, der aus Connemara stammte, jedoch den größten Teil seines Lebens als Irischlehrer in Dublin verbrachte. Nur einige weitere bedeutende Autoren: Eoghan Ó Tuairisc (vorw. Prosa), Diarmaid Ó Súilleabháin (vorw. Prosa), Máire Mhac an tSaoi (Lyrik), Máirtín Ó Direáin (Lyrik), Séamas Mac Annaidh (Prosa), Pádraic Breathnach (Prosa), Micheál Ó Conghaile (beides), Alan Titley (Prosa und Kritiken), Nuala Ní Dhomhnaill (Lyrik), Gabriel Rosenstock (Lyrik).
Besonders zahlreiche Werke der irischen Literatur fallen in die Kategorie Autobiographie. Viele Bewohner der Gaeltacht und anderer ländlicher Gegenden haben, zum Teil unter Anleitung von Sprachwissenschaftlern oder Anthropologen, ihre Lebensgeschichten aufgeschrieben und veröffentlicht. Seit etwa den 1960er Jahren ist diese Gattung jedoch weniger verbreitet. Lange Zeit bildete dieser Korpus unter vorwiegend sprachlichem Aspekt ein zentrales Gebiet der Literaturkritik. In neuerer Zeit werden diese Werke jedoch in literarischer Hinsicht als peripher betrachtet. Besonders bekannt sind die so genannten Blasket Biographies, die auch in Deutschland verlegt wurden.
Angesichts der niedrigen Zahlen von Mutter- und Erstsprachlern ist die Zahl der auf Irisch veröffentlichten Bücher erstaunlich hoch. Gelesen werden diese allerdings größtenteils von demselben Personenkreis, der sie auch verfasst: gebildeten Bürgern mit kulturellem Interesse. Anfang bis Mitte des 20. Jahrhunderts gab es so etwas wie eine Bauern- und Fischerliteratur, deren Wert heute allerdings häufig eher als soziologisch oder sprachwissenschaftlich denn als literarisch angesehen wird.

## Übersetzungen
Auf Deutsch erschienene Werke irischer Sprache (meist über den Umweg des Englischen übersetzt):
- Breandán Ó hEithir: Führe uns in Versuchung (Lig Sinn i gCathú, 1976). Kiepenheuer, Leipzig 1985.
- Flann O’Brien: Das Barmen bzw. Irischer Lebenslauf (An Béal Bocht unter dem Namen Myles na gCopaleen, 1941). Suhrkamp, zuletzt 2001.
- Dónall Mac Amhlaidh: Das Alphabetagam (Schnitzer Ó Sé, 1960). Rotbuch, zuletzt 2001.
- Pádraig Standún: Das Vieh (An tAinmhí, 1992). Pendragon 1999.
- Tomás Ó Criomhthain (Tomás O’Crohan), Die Boote fahren nicht mehr aus (An tOileánach, 1929). Lamuv 1983.
- Peig Sayers: So irisch wie ich (Peig, 1936). Lamuv 1996.
- Muiris Ó Súilleabháin: Inselheimat (Fiche Bliain ag Fás, 1933). Manesse 1956.
- Jürgen Schneider (Hrsg.): Irrlandt Ireland Irland. Sonderband Edition Druckhaus 11. Galrev 1993.